# Medzibrod
Medzibrod – wieś (obec) na Słowacji położona w kraju bańskobystrzyckim, w powiecie Bańska Bystrzyca. Pierwsze wzmianki o miejscowości pochodzą z roku 1455.
Według danych z dnia 31 grudnia 2010, wieś zamieszkiwało 1298 osób, w tym 676 kobiet i 622 mężczyzn.
W 2001 roku rozkład populacji względem narodowości i przynależności etnicznej wyglądał następująco:
- Słowacy – 99,77%
- Czesi – 0,15%
- Węgrzy – 0,08%

W miejscowości jest stacja kolejowa Medzibrod.